# 井門宗之
井門 宗之（いもん むねゆき、1977年5月14日 - ）は、日本のフリーアナウンサー・ラジオパーソナリティ・ラジオプロデューサー。北海道出身。血液型はB型。

## 人物・来歴
小学6年生の時に、国語の朗読の授業で教師から「読むのが上手い」と褒められてアナウンサーになるように勧められており、中学生の時も国語教師や友人の母親から自身の声を褒められ、やはりアナウンサーになることを勧められた。その後、高校3年生の時にAIR-G'の女性パーソナリティから励まされたこと（後述）が自身もラジオパーソナリティになろうと思ったきっかけとなった。
高校を卒業後、2浪を経験して明治大学政治経済学部に入学し、最初に勧誘されたアナウンス研究会に入会。ラジオ好きな人間が多かったので凄く楽しかったという。在学中にDJライセンス1級（新世代生活研究所発行）を取得し、後年アナウンサー試験を受ける事になる（後述）TOKYO FM主催のDJコンテストで優勝。
コミュニティFMでの2年間のDJ経験を経て2002年4月、ジャパンエフエムネットワークへ入社。制作部に配属され『good morning! That's wakeman show』の金曜日アシスタントディレクター（AD）を担当。先輩ディレクターからの指導・ADとしてパーソナリティの仕事ぶりを間近から見る事により経験を積んで行き、2003年10月より宗方脩の後任として金曜日パーソナリティに就任する。その後、現在に至るまでリポーター・パーソナリティ・ニュースキャスターと幅広く担当し『YAJIKITA on the road』では番組途中からプロデューサーも兼任する様になる。
私生活では2007年に結婚後、2011年5月に『デイリーフライヤー』（自身の担当日）で妻の妊娠を発表、同年9月11日に第一子が誕生。かなりの愛妻家として、ラジオのリスナーやフォロワーに認知されている。
趣味はギター・作詞作曲・食べ飲み歩き・料理（カレー作り）・空手。
2020年3月をもってジャパンエフエムネットワークを退社。以降はフリーとして活動しているが、パーソナリティーとしての担当番組は継続している。

## エピソード
- 小学生の頃は、地元の札幌テレビ放送（現・STVラジオ）のリスナーで、アナウンサー（明石英一郎・千秋幸雄）が出演している番組を好んで聴いていた。その理由は、アナウンサーで喋りも上手なのに、らしくない事（下ネタ話・かぶりもの）をしていたのが面白かったからという[9]。

- 中学1年生から高校3年生までの間、大学生の家庭教師（女性）から勉強を教わっていた。井門が高校3年生の時に彼女の就職が決まり、一緒に旅行に出かけたが、旅行先で彼女が交通事故死してしまう。その葬儀の帰りに車中で聴いていたラジオから流れてきた声を「俺がこんなに落ち込んでいるのに、なんでこんな賑やかに喋っているんだ」と感じた井門は、好きだったラジオから距離を置いてしまった。その後、暫くしてたまたまAIR-G'の番組に「（前述の）こんな出来事が起こってからラジオを聴かなくなってしまったけど、FAXを送ればスッキリすると思った」という内容のFAXを送った所、女性パーソナリティが涙ながらに読んで励ましてくれたという。この言葉で鬱々していた気持ちが楽になった井門が「見ず知らずの人間に肩を叩けるなんて凄い仕事」だと感じ、ラジオパーソナリティを目指すきっかけとなった[1]。

- 優勝したDJコンテスト（TOKYO FM主催）の審査委員長を務めていた立花裕人から「将来プロになると思うけど、自分の声を過信せずにきちんとキャラクターを作りなさい」とアドバイスを受けた井門は、彼から「プロになる」と言われた事が凄く嬉しかったという[1]。

- JFNCに入社する前にTOKYO FMのアナウンサー試験を受けている。二次面接で担当者より「今年は男性アナウンサーを採用しない」と告げられたので早々と見切りを付け、他の試験を受けようとしてデモテープまで用意していたが、何故か三次面接の連絡があり、同様の遣り取りを繰り返すうちに四次面接・最終面接まで呼ばれるようになった。その最終面接で「もし採用後、アナウンサー以外の部署に配属されたらどうする？」と質問された井門は、不採用だろうなという前提だったが言わないと自身の気持ちが収まらず、若さの勢いも手伝ってTOKYO FMの社長や役員達の目前で「ラジオの仕事は嬉しいのでどこでも働く覚悟はあるが、職務中に死ぬ様な事があれば一番の本望はパーソナリティ」と返答してしまう。試験官は笑っていたが、唯一人笑わずに眼光鋭く睨み付けてくる人物（井門曰く「怖い人」）が居たという[10]。なお、この年にTFMに入社したのが柴田幸子である。柴田がフリーに転身する際に、井門が同期としてエールを送っている。

- 後日TOKYO FMから不採用の連絡があった時は、前述の経緯があったので「やっと落とされた」と安堵したが、同時にJFNCの試験を受ける様に依頼された。井門はJFNCという会社を全く知らなかった[1]が、地元でAIR-G'を聴いていたのでJFNの名前自体は耳馴染みがあり、ラジオで喋れるのが嬉しいと感じていたので面接に行くと、そこに居たのは前述した眼光鋭い人物で、なんと当時のJFNC社長だった。彼から「うちには男性パーソナリティが在籍していないのでやってみるか？」と優しく声を掛けられ、最終面接でやる気を問われた井門は「やりたいです」と返答。結果、JFNCに入社が決定した。井門は後年、彼の事を「よく怒られたが、本当に有り難い場所へ導いてくれた恩人[10]」と語っている[1][10]。

- 「東京では放送されない番組が多いJFNCで喋っている事で、違和感や意識している事は？」との質問に、「AD時代に先輩ディレクターからJFNCの番組は東京以外で流れている事を叩きこまれ、各地の状況を意識する放送を徹底して心がけてきたので喋り手になった時も全く違和感がなかった」と返答している[4]。

- ラジオ番組表（三才ブックス）が毎年行っている「読者が選ぶ好きなDJランキング」（第5・6回）のFM部門で2年連続1位となり、V2を達成[1][7]した（ちなみに第7回は6位[11]、第8回は11位[12]）。第7回のインタビューで井門はリスナーに感謝するとともに、「自身が天狗になってしまいリスナーが好きな番組を台無しにしてしまう事だけは絶対にだめだ」と述べている[7]。

## 現在の担当番組
特に表記のないものはJFNC
- OH! HAPPY MORNING（月・火曜日[注釈 1][注釈 2]担当／2019年度はプロデューサー兼任）
- デイリーフライヤー（水・木・金曜日[注釈 3]担当）
- JFNニュース（火曜日11:55放送分を担当）
- JFNラジオショッピング[注釈 4]
- 防災インデックス〜その時のために
- おもいでコレクション
- THE VOICE〜ピープル・ズーム・アップ〜
- Voice of ○○○○（年末特番、○○○○にはその年の西暦が入る）
- G-FM 走れ!ミュージックリクエスト（グリーンチャンネル）

## 過去の担当番組
- SOMETHING
- good morning! That's wakeman show（金曜日担当） - 番組自体は2002年からADとしてかかわっていた。2003年10月よりパーソナリティとして出演（前述）
- Applause!〜週末の主役達へ〜
- Music On The Road
- うまいねネット
- CHANCE!壁のむこうへ
- ヒルサイド・アヴェニュー（TOKYO MOVE担当）
- FOLK ENCYCLOPAEDIA
- Weekly ニッポン!![注釈 5]（2014年4月 - 2015年3月）
- YAJIKITA on the road[注釈 6]（2002年10月5日 - 2015年9月26日）
- KIKI-TABI〜2 Thousand Miles〜（2015年10月3日 - 2020年6月27日）- 前番組（YAJIKITA on the road）より引き続き担当し、2020年3月まではプロデューサーと旅人（リポーター）を兼任